# 西園寺公益
西園寺 公益（さいおんじ きんます）は、安土桃山時代から江戸時代前期にかけての公卿。右大臣・西園寺実益の子。官位は従一位・内大臣。

## 経歴
天正11年（1583年）に叙爵。しかし清華家当主にしてはやや官位の上昇が遅く、慶長18年（1613年）に漸く従三位となり公卿に列している。その後はややスピードを増し、権中納言・踏歌節会外弁などを経て、元和3年（1617年）には権大納言となっている。しかしその後、また暫く停滞して寛永6年（1629年）になって漸く神宮伝奏に任じられた。
寛永8年（1631年）に内大臣となったが、翌年には辞した。寛永12年（1635年）に従一位を授与される。

## 系譜
- 父：西園寺実益
- 母：瑞光院 - 久我晴通の娘
- 妻：慈教院 - 久野殿、山内康豊の娘
  - 男子：大宮季光（1603-1684） - 閑院流大宮家を再興
  - 男子：性演
- 生母不明の子女
  - 男子：西園寺実晴（1601-1673）